# Kapitan Dimitriewo
Kapitan Dimitriewo (bułg. Капитан Димитриево) – wieś w południowej Bułgarii, w obwodzie Pazardżik, w gminie Pesztera.
Położona 15 km od miasta Pazardżik. Przez wieś przepływa mała rzeczka Piszmanka.